# Сяочі
Сяочі (кит.: 小吃) — важлива категорія китайської вуличної їжі, яка зазвичай зустрічається в населених китайцями громадах по всьому світу. Сяочі — це «важкі» закуски, які можна їсти разом або з більш значними стравами або окремо як легку їжу.
Сяочі зазвичай не готують вдома, і вони не займають помітного місця в меню більш офіційних ресторанів (хоча кілька страв на банкеті з кількох страв можуть бути сяочі). Натомість це вулична їжа, яка продається на ринках у спеціальних кіосках або невеликих ресторанах, які спеціалізуються на кількох або навіть лише на одному сяочі. Нічні ринки особливо відомі своїми фірмовими продуктами сяочі. Тут сяочі або подають із собою, або іноді за маленькими столиками зі стільцями для сидіння. Тайванський харчовий критик Шу Куо Чі описує сяочі як «їжу з вуличного кіоску, магазину чи навіть ресторану, яка поставляється невеликими порціями і ніколи не може вважатися „ситною їжею“ сама по собі. У Нью-Йорку, за його словами, „хот-доги або начос можуть бути сяочі“. Дім сум? Однозначно».
Сяочі дуже локальні, і в деяких випадках ринки одного міста, або навіть один конкретний ринок чи ресторан, можуть стати популярними завдяки певному типу їжі. Місто часто стає відомим завдяки цій їжі, а назва міста використовується як ідентифікатор або атрибуція якості (наприклад, Ченду сяочі в Пекіні). Конкретні види сяочі часто змінюються з року в рік відповідно до модних тенденцій, але основні компоненти залишаються незмінними.
Сяочі часто може бути частиною четвертого прийому їжі за день, сяое (宵夜; «вечеря» або «опівнічна закуска»), невеликий пізній вечірній прийом їжі.
Навіть менші заздалегідь приготовані гарніри (зазвичай супроводжують алкоголь або більш значну їжу) відомі як сяочай (小菜, «маленьке блюдо»).

## Видисяочі

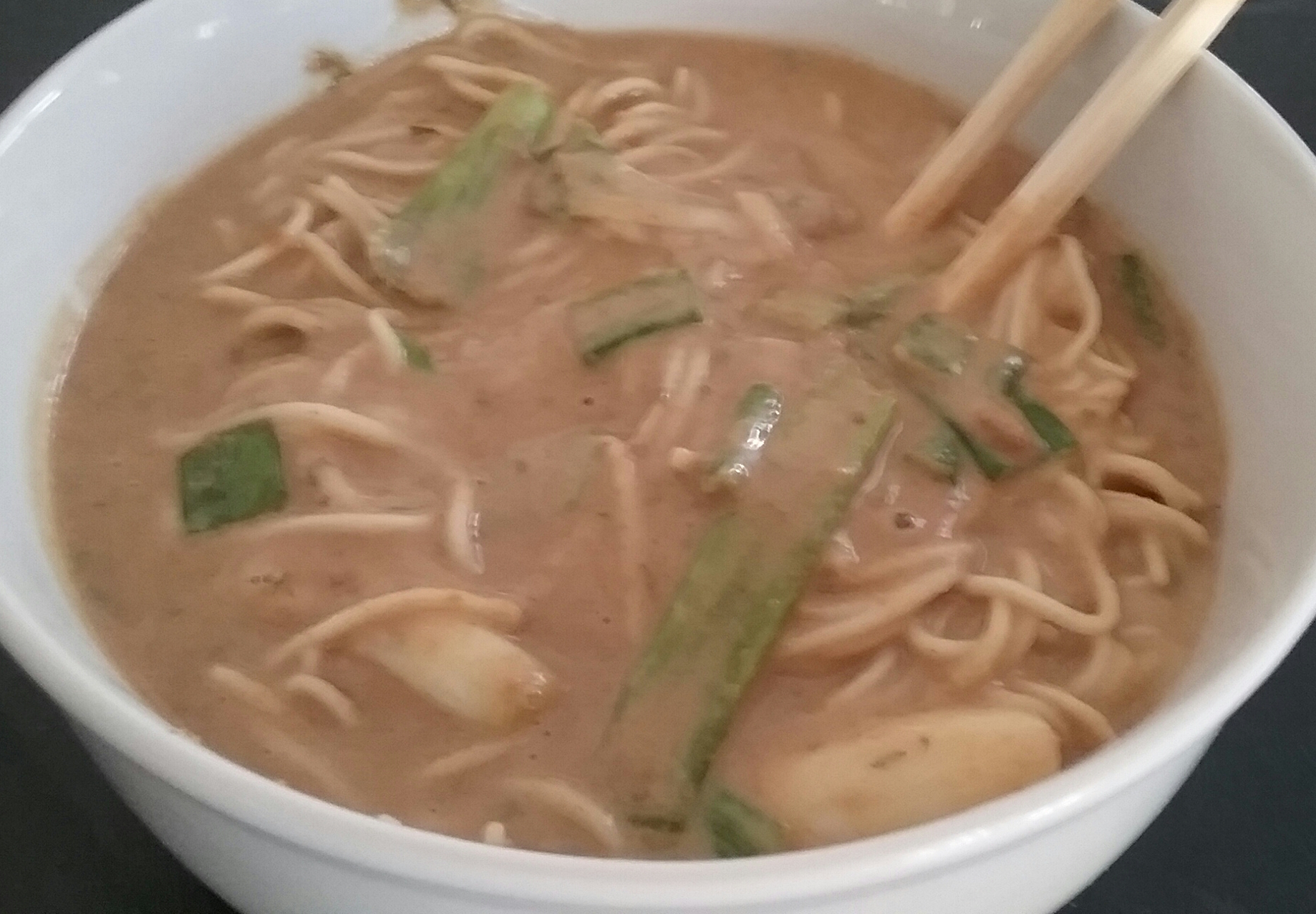
Локшина з кунжутним соусом (麻醬麵), вулична страва з локшини пекінської кухні

Сяочі зустрічаються у великих і еклектичних варіантах в етнічно китайських районах по всьому світу. Як правило, вони найчастіше обслуговуються торговими точками, починаючи від ринкових кіосків і закінчуючи чайними та ресторанами в місцях інтенсивного пішохідного руху: наприклад, біля храмів і ринків у комерційних центрах міст. Так звані «чотири великі кластери сяочі» Континентального Китаю базуються навколо храмів: храм Конфуція в Нанкіні, храм Сюаньмяо в Сучжоу, храм Бога міста в Шанхаї та храм вогню в Чанша. Традиційно сяочі споживають як легку їжу або закуску між прийомами їжі під час відвідування храмів і ринків. Як наслідок, вони часто автономні і легко переносяться з собою.
У більш сучасні часи були побудовані ринки, де сяочі є головною визначною пам'яткою. Наприклад, на ринку Jiumen Xiaochi (九门小吃) в Пекіні, побудованому в 2006 році, такі торгові точки включають «клейкий рисовий пиріг Ціань, сирний сік Вей, борошняний чай Лі, запечений пшеничний пиріг у формі мішечка, тушковану мариновану яловичину Юе Шен Чжай, баранина Ма з овечої голови, відварена у воді, заливний квасолевий сир Бая, варений яловичий шлунок Фенга, і варені свинячі тонкі кишки та легені Чена з печеним коржем».
У багатьох великих містах є велика різноманітність сяочі, і багато сяочі можна знайти лише в одному чи кількох містах. Приклади сяочі включають:
- страви на основі супів: суп-локшина, рисова вермішель, вонтони, обгортання шкіри тофу, обгортання глютеном, таньюань (кульки з рисового тіста);
- випічка: пельмені цзяоцзи, баоцзи і мантоу (булочки на пару), сяолунбао, смажені млинці, туцзя шаобін («піца туцзя» або «китайська піца»), цзунцзи, лудагун;
- м'ясо: в'ялена качка, курка на пару, холодна соєва свинина, овечі субпродукти;
- десерти: коржі з рисового борошна, сачіма, тангулу.

## Сяочі на Тайвані

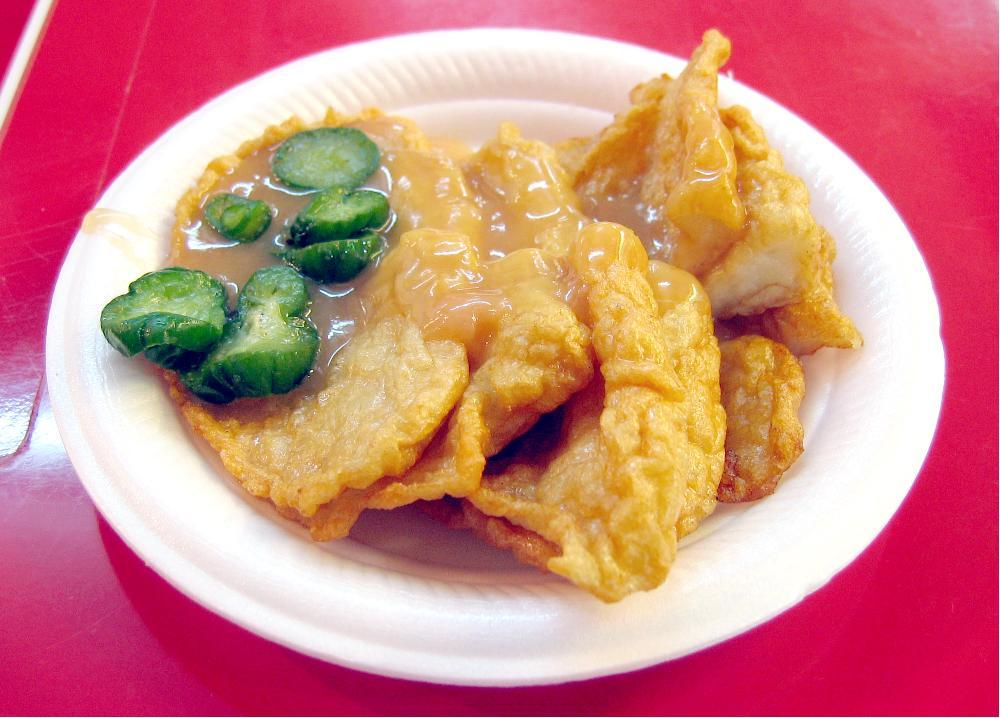
Тайванська темпура в стилі нічного ринку Цзілун

Яєчні тарти, шаурма з Близького Сходу, американські стейки, японська локшина удон і багато страв материкового Китаю — всі вони мають значну роль у тайванському сяочі. Оскільки Тайвань стає все більш заможним, сяочі стали важливою частиною кулінарної культури.
Тайванські сяочі можна розділити на кілька категорій, включаючи птицю, м'ясо, рибу та морепродукти, страви з рису та локшини, тофу та вегетаріанські страви, випічку, соуси та мариновані огірки, а також напої.

### Відомі тайванські сяочі
- йокан (iûⁿ-kiⁿ), густий заливний десерт
- смердючий тофу (chhàu tāu-hū), ферментований тофу
- шуанбаотай (bé-hoe-chìⁿ), солодке смажене тісто у формі корита для коня (звідси назва)
- місячний пиріг із креветками, 月亮蝦餅
- суп зі свинячими кульками (kòng-ôan-thng)
- попіа (po̍h-piáⁿ), великий запечений спринг-рол
- устрична локшина (ô-á mī-sòaⁿ), устричний суп з локшиною або традиційно зі свинячими кишками
- устричний омлет (ô-á-chian), крохмалистий омлет з устричною начинкою
- цзяоцзи (chúi-kiáu), вареники на пару з тонким тістом
- трав'яне желе (sian-chháu), желейний десерт
- доухуа (tāu-hū-hoe), солодкий пудинг із тофу
- баоцзи (бах-пау), булочка на пару з гострою начинкою
- бa-ван, приготовані на пару диски желатинового тіста з пікантною начинкою, що подається з солодким соусом
- аю (ò-giô), желе з насіння інжиру